# 伊巴利戰爭
伊巴利戰爭，為台灣達悟族傳說中與漢人爆發的一場戰爭，起因為漢人組成的軍隊入侵蘭嶼，和達悟族發生衝突，最後被漁人部落（Iratay）和椰油部落（Yayo）聯手擊潰，達悟族人成功保住蘭嶼。伊巴利（ipali）又稱辮子軍，是達悟族稱呼那些綁著辮子的漢人的方法。

## 背景與衝突
在綠島戰爭後，漢人的勢力佔據了綠島，並持續逼迫達悟族人的生活空間。後來，一艘漢人帆船在東清野溪（jirakoayo）擱淺，上面的漢人登上蘭嶼，在溪邊露宿，並且經常偷搶漁人部落的家畜，達悟族人雖然很生氣，但因為漢人很殘暴、身上還有配槍，他們都不敢抵抗，直到某天，漢人意外引發延燒兩天的火災，造成漁人部落的族人損失慘重，但仍不敢反抗漢人。

## 戰爭

### 結盟
椰油部落的族人聽到自己在漁人部落親戚的遭遇後，相當憤怒，決定派出五百多名的勇士潛入漁人部落跟親戚會合，大力鼓吹族人反抗漢人，表示雖然漢人有槍，但他們人數更多，如果現在不趕走他們，部落就會滅亡，漁人部落最後決定跟其聯盟、對抗漢人。

### 溪邊夜襲
達悟族的軍隊趁夜包圍漢人的營地，並且發動突襲，毫無防備的漢人死傷大半、首領還被當場殺害，倖存者逃到海邊駕船逃離。達悟族人在戰鬥結束後聚集在饅頭岩（JIkavatoan）各自說明自己的戰功，其中有一名來自sira do sawalan家族的戰士雖然跛腳，但在實戰中卻殺了四個敵人，讓族人相當佩服。

### 饅頭岩戰役
在第一波衝突結束後，為了防止漢人再次來襲，椰油部落組織巡邏隊在海邊監視，果然在一到兩年後再度發現伊巴利出現在紅頭溪口，但因為看到達悟族人早有準備而直接離開，並且又在8个月后入侵蘭嶼，企圖攻佔椰油部落，但椰油部落早就推起了大量的石塊，雙方在饅頭岩對峙，達悟族人利用位於山坡上方、以及漢人槍枝不精的優勢，用石塊重創敵軍，最後只有兩個族人被擊斃，達悟族人成功將漢人勢力趕出蘭嶼。

## 後續發展
在第一次擊退漢人後，為了感謝椰油部落，漁人部落的長老宣布：
1. 不可冒犯汙衊椰油部落的人。
2. 山上的水果、建材和椰油部落共享。
3. 兩個部落聯盟。
4. 務必禮儀款待椰油部落的人[1]。

不過雙方的良好關係並沒有一直持續下去，在二十世紀前期，漁人部落和椰油部落便因為魚場使用爭議而爆發鬥毆事件。

## 有关于伊巴利戰爭的历史
历史上，漢人的確有為了取得達悟族的黃金而入侵蘭嶼、殺害達悟族的紀錄，過程中漢人甚至邀請瑯嶠番一起去，結果被達悟族殺光，後來就再也沒人敢前往蘭嶼，伊巴利戰爭很有可能是源自這段歷史；而主導戰爭和勝利的椰油部落，其稱呼其實是來自其他部落的他稱，表示部落裡的人英勇強悍。